# خوان لاسكانو
خوان لاسكانو (بالإسبانية: Juan Lazcano)‏ مواليد 23 مارس 1975 في سيوداد خواريز، ولاية شيواوا، المكسيك، هو ملاكم محترف مكسيكي يصنف ضمن فئة وزن خفيف الوسط بدأ مسيرته الاحترافية سنة 1993.

## إحصائيات
خاض خلال مسيرته 43 نزالا، فاز في 37 وتعادل في 1 وخسر في 5. فاز بالضربة القاضية في 27 نزالا.

## روابط خارجية
- خوان لاسكانو على موقع بوكس ريك (الإنجليزية) (registration required)